# Mattea Meyer
Pour les articles homonymes, voir Meyer.
Mattea Meyer, née le 9 novembre 1987 à Bâle, originaire de Villmergen et de Opfikon, est une personnalité politique suisse. 
Elle est députée du canton de Zurich au Conseil national depuis novembre 2015 et coprésidente du Parti socialiste suisse (PS) depuis le 17 octobre 2020.

## Biographie
Mattea Meyer naît le 9 novembre 1987 à Bâle. Elle est originaire de Villmergen, dans le canton d'Argovie, et d'Opfikon, dans le canton de Zurich.
Elle grandit à Rothenfluh jusqu'à l'âge de 9 ans, puis à Winterthour. Son père est ingénieur agronome et a longtemps conseillé des agriculteurs biologiques ; sa mère, qui a une formation d'enseignante de maternelle, travaille comme bibliothécaire.
Elle étudie l'histoire, la géographie et les sciences politiques (bachelor) à l'Université de Zurich à partir de 2007, avec un semestre d'échange à l'Université d'Aix-en-Provence. En automne 2015, elle décroche un master en géographie.
Durant ses études, elle travaille également comme assistante dans un cabinet d'avocat international et comme assistante des conseillers nationaux socialistes Cédric Wermuth (de 2011[Information douteuse] à 2015) et Marina Carobbio Guscetti.
Elle habite à Winterthour. Elle est en couple avec Marco Kistler (de), également engagé au PS, avec qui elle a deux enfants, nés en 2017 et 2021,,.

## Parcours politique
Selon ses propres dires, son éveil politique date des années 2000, lors des mobilisations contre la guerre en Irak et les abus du monde financier. Très vite engagée politiquement, elle intègre la section de Winterthour du parti socialiste à l'âge de 18 ans en 2005. Elle en deviendra co-présidente de mars 2014 à mars 2019.
En août 2009, elle est nommée vice-présidente des Jeunes socialistes suisses. Elle occupe cette fonction jusqu'en mars 2013.
En mai 2010, elle est élue au Conseil municipal (législatif) de Winterthour. En mai 2011, elle se présente aux élections pour le Grand Conseil du canton de Zurich et remporte un siège, devenant à 23 ans la plus jeune élue du canton. Ne souhaitant pas cumuler deux fonctions, elle démissionne du conseil municipal de Winterthour.
Élue au Conseil national en octobre 2015, elle démissionne un mois plus tard du Grand Conseil du canton de Zurich. Elle intègre la Commission des finances, ainsi que la Commission de l'immunité, qu'elle préside à partir de novembre 2017.
En 2019, elle est élue pour un second mandat de conseillère nationale et intègre la Commission de la sécurité sociale et de la santé publique, ainsi que la Commission de l'immunité. Elle est réélue en octobre 2023.
Le 17 octobre 2020, elle est élue coprésidente du Parti socialiste suisse avec Cédric Wermuth, en remplacement de Christian Levrat.

## Positionnement politique
Elle appartient à l'aile gauche du Parti socialiste suisse.
Elle est membre du Syndicat des services publics et du syndicat Unia.